# Blanca Ovelar
Blanca Margarita Ovelar de Duarte (ur. 2 września 1957 w Concepción) – paragwajska polityk, była minister edukacji i kultury. Kandydatka Partii Colorado w wyborach prezydenckich w kwietniu 2008.

## Wybory prezydenckie 2008
Ovelar została poparta przez Partię Colorado z rekomendacji prezydenta Nicanora Duarte Frutosa. W wewnątrzpartyjnym głosowaniu w grudniu 2007 pokonała nieznacznie, ubiegającego się także o nominację prezydencką, Luisa Castiglioniego. Jednakże, ponieważ rezultat ten był dyskusyjny, doszło do ponownego liczenia głosów. 
21 stycznia 2008 komisja wyborcza Partii Colorado oficjalnie ogłosiła Ovelar zwycięzcą prawyborów z wynikiem 45,04% głosów. Luis Castiglioni uzyskał 44,5% głosów. Nie uznał jednak swojej porażki, twierdząc, że posiada dowody na pominięcie 30 tysięcy oddanych na niego głosów w ich zliczaniu. 
Blanca Ovelar jest pierwszą kobietą w Paragwaju ubiegającą się o urząd prezydenta.
W wyborach w 2008 uzyskała 31% głosów, przegrywając z Fernando Lugo.